# GeForce
GeForce je vrsta grafičkih čipseta koju proizvodi NVIDIA. Prvi GeForce proizvodi su napravljeni za zahtevne računarske igre, ali kasnije je serija pokrivala sve potrebe tržišta, od najslabijeg do najzahtevnijeg igrača. 

## GeForce generacije
- GeForce 256 - DirectX 7 podrška, hardverske transformacije i svetlosni efekti, prvi put DDR memorija na grafičkim karticama
- GeForce 2 serija - DirectX 7 podrška, poboljšana verzija Geforce 256
- GeForce 3 Ti serija - DirectX 8 shaderi, donosi poboljšanju propusnost memorije te dobru arhitekturu, jedan od najboljih čipova od nVidie
- GeForce 4 serija - Evolucija Geforce3, veoma moćna ali i skupa
- GeForce FX serija - DirectX 9 podrška, teoretski veoma jaka serija, no na tržištu su prošle veoma loše
- GeForce 6 serija - DirectX 9C podrška, poboljšani shaderi, smanjena potrošnja energije, predstavljen SLI
- GeForce 7 serija - Čista evolucija GeForce6 serije, čak se temelje na sličnoj arhitekturi, no i tako mnogo moćnija serija, donosi novu tehnologiju "peglanja" rubova (Anti-Aliasing)
- GeForce 8 serija - Vrh svetske ponude grafičkih kartica, trenutno najbolja serija dostupna na tržištu